# Fazenda Santa Rita (Nova Venécia)
A Fazenda Santa Rita é um ponto turístico do município de Nova Venécia, no estado do Espírito Santo. A fazenda foi pioneira no sistema cama e café, no qual o turista, mediante reserva, desfruta de hospedagem e gastronomia típica rural.

## História
Antes da chegada dos primeiros cearenses fugindo da seca e de alguns imigrantes italianos vindo para trabalhar nas zonas rurais da cidade, Nova Venécia era habitada somente pelos índios Aimorés. É quando por volta de 1870, chega o Major Antônio Rodrigues em uma expedição liderada por ele, que durou vinte dias de viagem. Ele partiu de Cachoeira do Cravo, no interior de São Mateus, onde morava até a região de Nova Venécia com o intuito de explorar novas terras para plantações de café. 
Foi nesse período que a Fazenda Santa Rita foi fundada. Posteriormente o major receberia o título de Barão de Aimorés de D. Pedro II, em homenagem aos índios daquela região.
O Barão de Aimorés ao falecer, deixa a fazenda para sua filha Teodósia Vieira da Cunha e posteriormente transferida para sua filha Alice Santos Neves como dote de casamento. A Fazenda Santa Rita ainda permanece com a família, com a filha adotiva de Alice, D. Ecila Emiliana Capucho.
Atualmente oferece hospedagem no estilo cama & café, restaurante rural, bar e turismo pedagógico.

## Arquitetura
O casarão da Fazenda Santa Rita, construído em 1870, possui arquitetura histórica colonial do século XIX. Nas dependências da fazenda encontra-se um mini-museu, com objetos referentes à passagem do desbravador Barão de Aimorés pelo município.

## Acervo
A Fazenda Santa Rita conserva vários utensílios da época do Barão de Aimorés. Entre as peças estão ferramentas de carpintaria que pertenceram ao Barão, na sala encontram-se louças do século XIX, peças de porcelana, um armário de madeira. Em um canto está exposto um pilão utilizado para pilar café como outras especiarias. Pela casa também estão à mostra os quadros de família, em um deles o desenho do antigo casarão da Serra de Baixo, outra propriedade pertencente ao Barão.
Tem também uma coleção de rochas e minerais relacionadas à época do garimpo na região.